# 伊藤弘貞
伊藤 弘貞（いとう ひろさだ）は、幕末の越後長岡藩藩士で、古義学派（堀川門流）儒臣。藩主牧野忠雅の養嗣子で、後の藩主牧野忠恭侍読や藩校崇徳館都講を務める。河井継之助が主導する越後長岡藩の慶応改革で藩学としての古義学が廃止されたので、越後長岡藩の古義学派都講としては最後の人物である。
古義堂3代目の伊藤東涯の次男伊藤弘充（東所）の養子。諱は弘貞。通称は幹蔵。号は東獄で、一般的には伊藤 東獄で知られる。目付格二十五人扶持。

## 経歴
文政3年（1820年）出生。生家は深津氏。伊藤弘充の養嗣子となって京都に遊学し、養父の弟である伊藤東邦に師事して古義学を学ぶ。京都より長岡に戻ると当時藩主嗣子であった牧野忠恭の侍読となる。
その後、崇徳館都講となるが、慶応3年（1867年）に藩主となっていた忠恭が牧野忠訓に家督を譲り、隠居すると弘貞も都講の職を辞任した。この辞任を機に越後長岡藩の藩学としての古義学は廃止され、古義学とともに藩学とされていた朱子学が唯一の藩学となった。
戊辰戦争では隠居していた牧野忠恭に近侍して会津藩、仙台藩、米沢藩への逃避行に随従する。戦争中に嗣子である伊藤弘文を失って一家離散し、弘貞も戦争中の無理がたたって明治2年（1869年）に死去。墓は養父同様に栄涼寺にある。